# Alcafache
Alcafache ist eine Gemeinde (Freguesia) im portugiesischen Kreis (Concelho) von Mangualde mit 811 Einwohnern (Stand 19. April 2021).

## Geschichte

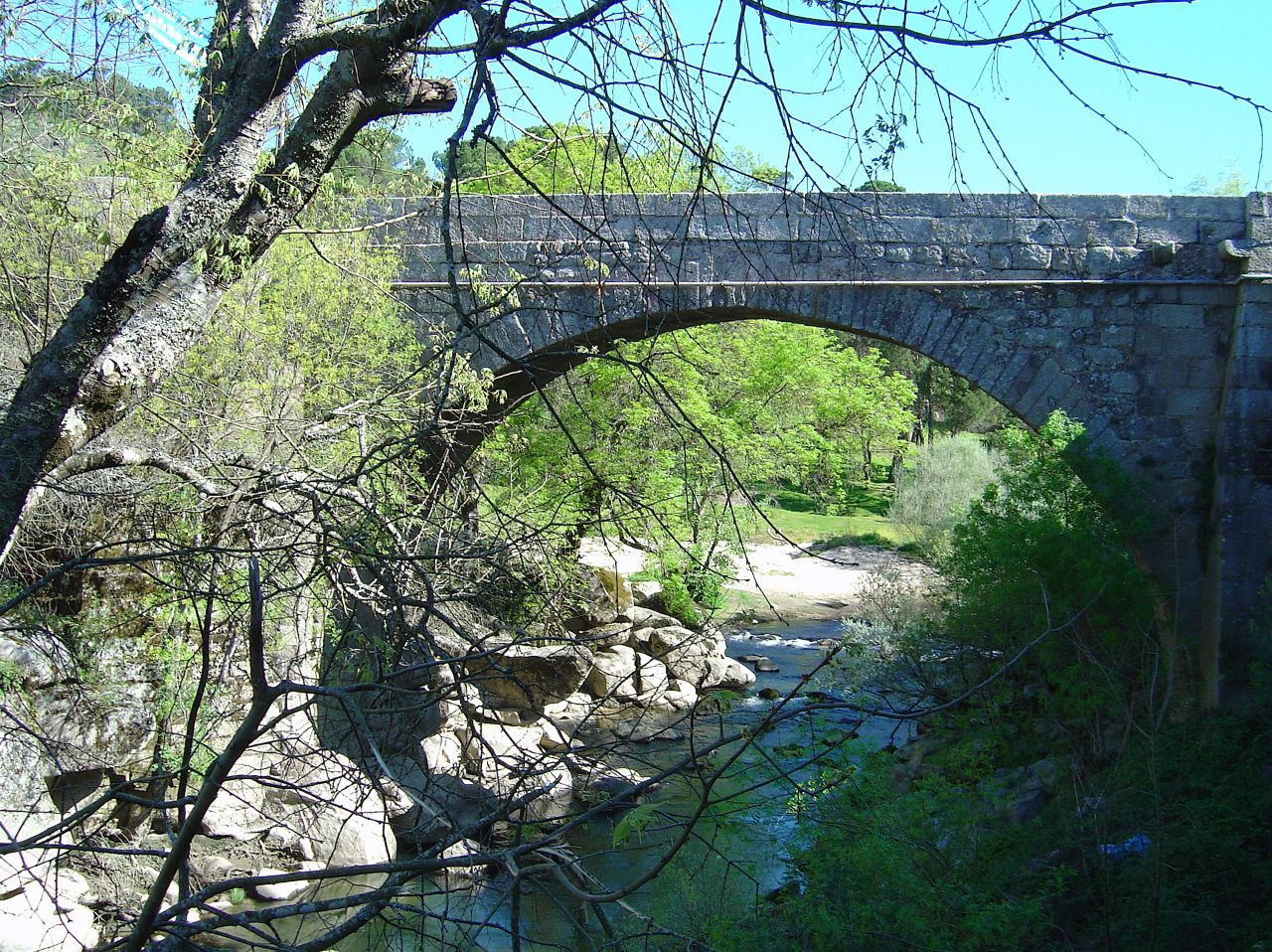
Brücke über den Rio Dão

Aus römischer Zeit sind Teile einer Römerstraße und eine Brücke über den Rio Dão geblieben. Der Ortsname stammt aus der arabischen Zeit ab dem 8. Jahrhundert n. Chr. Im Verlauf der Konsolidierung des unabhängigen Königreichs Portugal ab 1140 wurde Alcafache Sitz eines eigenen Kreises. Die Nutzung der hier sprudelnden Thermalquellen ist seit dem 15. Jh. belegt.
Alcafache erhielt 1514 Stadtrechte von König Manuel I. Etwa seit 1527 war der Kreis aufgelöst und bestand als eigenständige Gemeinde im Kreis Mangualde weiter.
Die Gemeinde wurde überregional bekannt, als am 11. September 1985 hier der Sud-Express frontal mit einem Regionalzug kollidierte.

## Kultur und Sehenswürdigkeiten
Zu den Baudenkmälern der Gemeinde zählen eine Reihe Sakralbauten und Steinkreuze, historische Wohnhäuser und das Herrenhaus Quinta de Santa Eufémia, ein Steinbrunnen und zwei Grundschulgebäude. Auch die, auf ein bereits 1774 bestehendes Gotteshaus zurückgehende Gemeindekirche Igreja Matriz de Alcafache (auch Igreja de São Vicente) ist zu nennen.
Als sehenswert gilt die ebenfalls denkmalgeschützte Römerbrücke über den Rio Dão.

## Verwaltung
In der Gemeinde (Freguesia) Alcafache liegen folgende Ortschaften:
- Casal Mendo
- Casal Sendinho
- Aldeia de Carvalho
- Tibaldinho
- Mosteirinho
- Banho (Thermalbad)

## Wirtschaft
Weinbau wird hier von über 400 Weinbauern betrieben, die Gemeinde gehört zum herkunftsgeschützten Weinbaugebiet des Dão. Landwirtschaft ist allgemein weiterhin ein bedeutender Faktor, insbesondere Gemüseanbau. Hiesige Schafherden geben die Milch für Käsesorten, die bereits zum Queijo Serra da Estrela gezählt werden.
Der Fremdenverkehr ist ebenfalls zu nennen, insbesondere im Zusammenhang mit dem Thermalbad Termas de Alcafache, aber auch im Turismo rural.